# Cesare Cremonini (glazbenik)
| Portal:Europa | Portal:Europa |

Cesare Cremonini  [ˈtʃeːzare kremoˈniːni] (27. ožujka 1980.) talijanski je pjevač, tekstopisac i glumac te bivši član glazbenog sastava zvanog Lùnapop.

## Diskografija
Albumi
- Bagus
- Maggese[2]
- 1+8+24
- Il primo bacio sulla Luna
- La Teoria dei Colori
- Logico
- Possibili Scenari